# Ханс Видеман
Ханс Видеман (непознат — непознат) био је немачки кануиста који се такмичио у другој половини 30-их година прошлог века. Освојио је сребрну медаљу на 1. Светском првенству 1938. у Ваксхолму, Шведска  у дисциплини кану једниклек Ц-1 1.000 м. Такмичио се као представник Трећег рајха.